# Morava (řeka)
Morava  (německy March; polsky Morawa; maďarsky Morva) je řeka ve střední Evropě, levý přítok Dunaje. Protéká stejnojmenným územím v Česku až po hranici mezi Rakouskem a Slovenskem. Nedaleko pramene tvoří krátký úsek historické zemské hranice Moravy a Čech a na dolním toku část hranice mezi Českem a Slovenskem. Délkou toku na moravském území (284 km, tj. 80 % z celkové délky 354 km) a plochou povodí je v Česku po Vltavě a Labi třetí největší řekou. Povodí má rozlohu 26 658 km² (z toho 20 692,4 km² v Česku, tj. 26 % státního území). Nejdelším tokem na moravském povodí není ovšem Morava jako taková, ale systém Morava-Dyje-Rakouská Dyje-Thauabach/Thauaský potok (pramen: Allentsteig-Edelbach), dosahující délky 380 km. Největším městem ležícím na řece Moravě je Olomouc, řeka však tvoří také částečně hranici hlavního města Slovenska Bratislavy jako část hranice mezi Rakouskem a Slovenskem.

## Název
Základ jména Morava patří mezi nejstarší staroevropské názvy vodstev s původním významem voda, močál. Řeku pojmenovalo již předkeltské obyvatelstvo, a to na jejím dolním toku. Podle názvu řeky byla pojmenována historická země Morava, jejíž hydrologickou osu řeka tvoří, a rakouské území Moravské pole (Marchfeld).

## Průběh toku
Morava pramení na území České republiky a po celý horní a střední tok protéká tímto státem. Jeho východní část (Moravu a české Slezsko, tj. někdejší zemi Moravskoslezskou) přitom dělí přibližně na poloviny. Na soutoku s Dyjí Morava české území opouští a po zbytek svého toku tvoří hranici mezi Rakouskem a Slovenskem, než se nakonec vlévá do Dunaje na trojmezí bratislavské městské části Devín a dolnorakouských obcí Engelhartstetten a Hainburg an der Donau.

### Horní tok

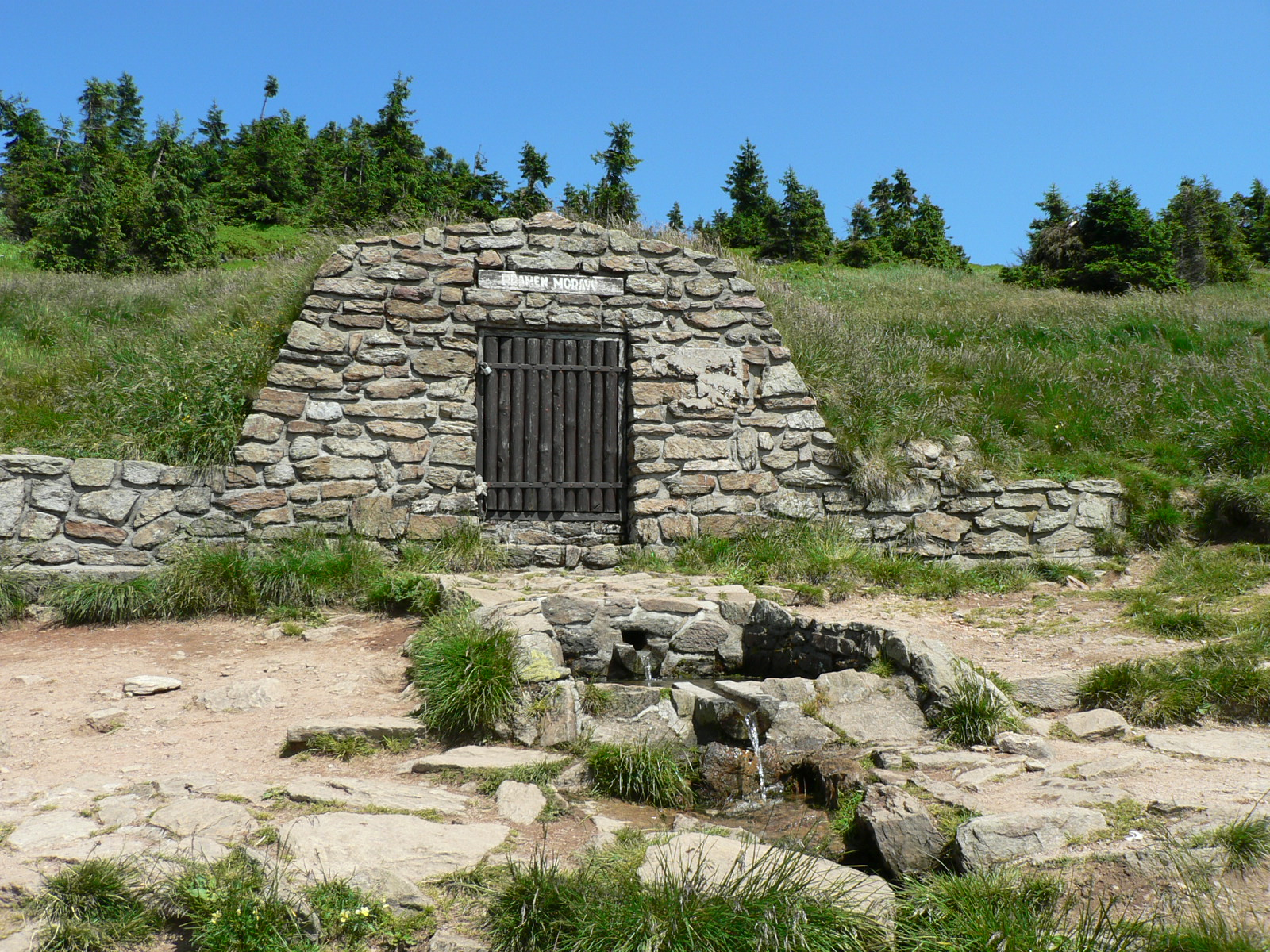
Pramen Moravy pod vrcholem Králického Sněžníku

Morava pramení pod vrcholem Králického Sněžníku na území obce Dolní Morava v katastrálním území Velká Morava, v nadmořské výšce 1380 m v upravené studánce. Hluboké údolí odděluje východní a západní hřbet pohoří Králického Sněžníku. V jižním úbočí Králického Sněžníku vytváří strmý žleb, kde přijímá několik potoků. Má zde charakter rychle mohutnícího horského potoka, níže pak říčky s rychlou čistou vodou. V Hanušovické vrchovině přibírá tři větší toky: Krupá, Branná a Desná. Pak protéká Mohelnickou brázdou, kde se do ní u Zábřehu vlévá Moravská Sázava.

### Hornomoravský úval
Poté Morava vstupuje do širokého Hornomoravského úvalu, kde přichází první meandrující úsek Litovelské Pomoraví. V tomto úseku se do Moravy vlévá Třebůvka, Oskava a Trusovický potok. Řeka dále protéká největším a metropolitním městem na Hané Olomoucí, kde se do ní zleva vlévá Bystřice, odvodňující Nízký Jeseník. Dále se od Tážal po Tovačov se po levé straně hlavního toku odděluje drobné odlehčovací rameno, zvané Morávka. Mezi Troubkami a Tovačovem se do Moravy vlévá největší levý přítok Bečva, která odvádí vody z jižní části Moravskoslezských Beskyd, a zprava Blata a u Kojetína Valová, níže Haná a zleva Moštěnka.

### Dolnomoravský úval

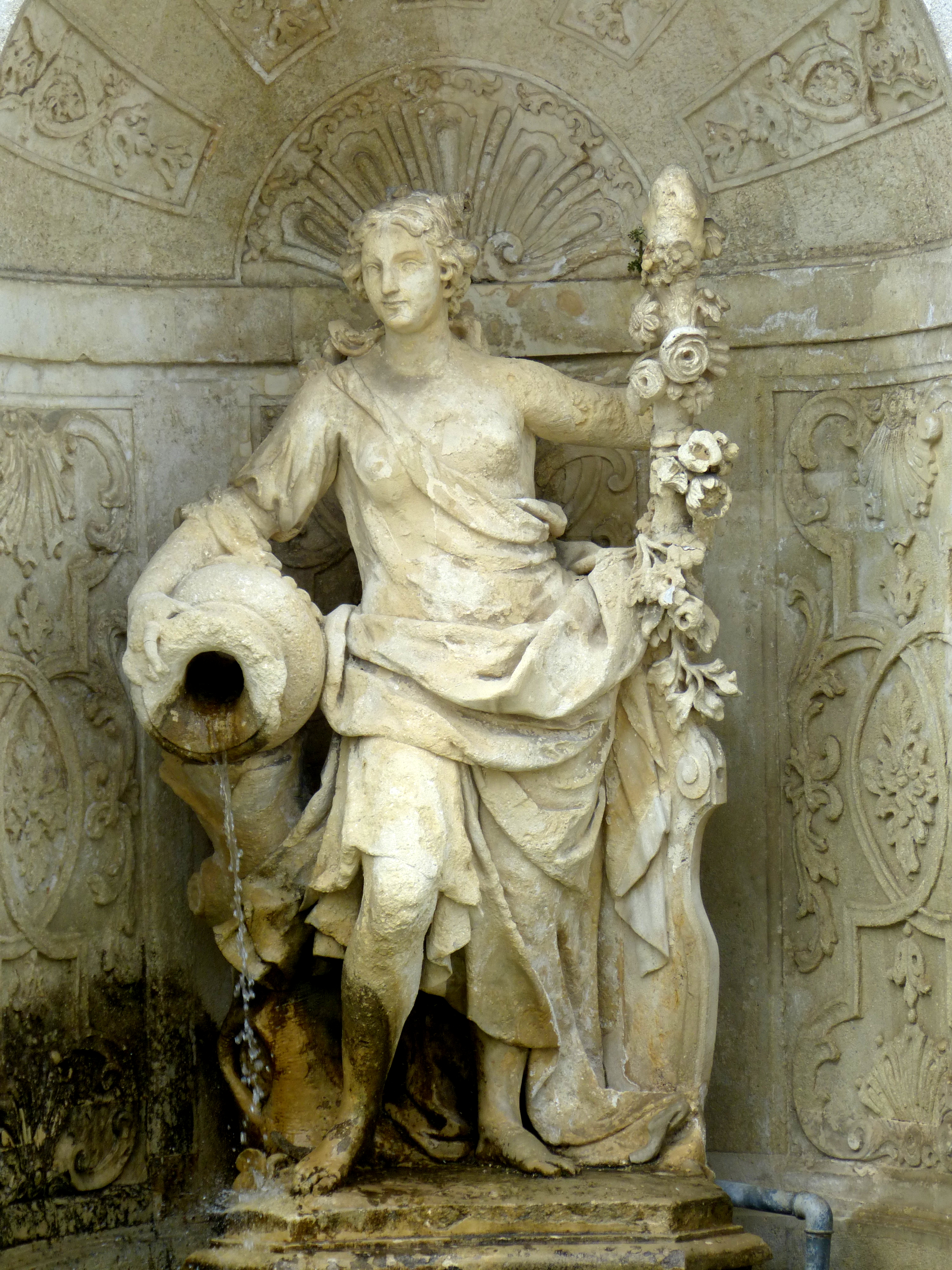
Alegorická socha znázorňující řeku Moravu na zámku Hof na Moravském poli

Mezi Kroměříží a Otrokovicemi protéká Morava průlomem skrz Vnější Západní Karpaty (mezi Chřiby a Vizovickou vrchovinou), zleva přijímá Dřevnici a vstupuje do Dolnomoravského úvalu, kde je osou Moravského Slovácka. Od Otrokovic po Rohatec je podél Moravy vybudován Baťův kanál. Mezi Bzencem Přívozem a Rohatcem se nachází další meandrující úsek Osypané břehy, na území zvaném Moravská Sahara. U obce Rohatec začíná tvořit společnou česko-slovenskou státní hranici, kterou tvoří až k nejjižnějšímu bodu katastrálního území města Lanžhot a celé Moravy (země), kde na česko-rakousko-slovenském trojmezí přijímá zprava svůj vůbec nejdelší přítok Dyji. Současný průběh tohoto hraničního úseku má Morava od roku 1977, kdy zde bylo dokončeno jeho narovnání a značné prohloubení, provedené v letech 1969–1977. Samotná hranice pak ještě několik desítek let zachovávala starou podobu a přecházela z jednoho břehu Moravy na druhý, než byla narovnána podle osy toku. V letech 1975–1989 došlo ještě k úpravě soutoku Moravy a Dyje.

### Moravské pole
Na soutoku s Dyjí opouští Morava území Česka a teče dále zhruba jižním směrem, kde až po soutok s Dunajem tvoří rakousko-slovenskou státní hranici. Ze slovenského levého břehu se do ní vlévají Myjava, Rudava a Malina, z rakouského pravého břehu Zaya. Rovina při nejspodnějším toku Moravy v Dolních Rakousích se nazývá Moravské pole (německy Marchfeld), na Slovensku s Moravou sousedí Záhorská nížina.

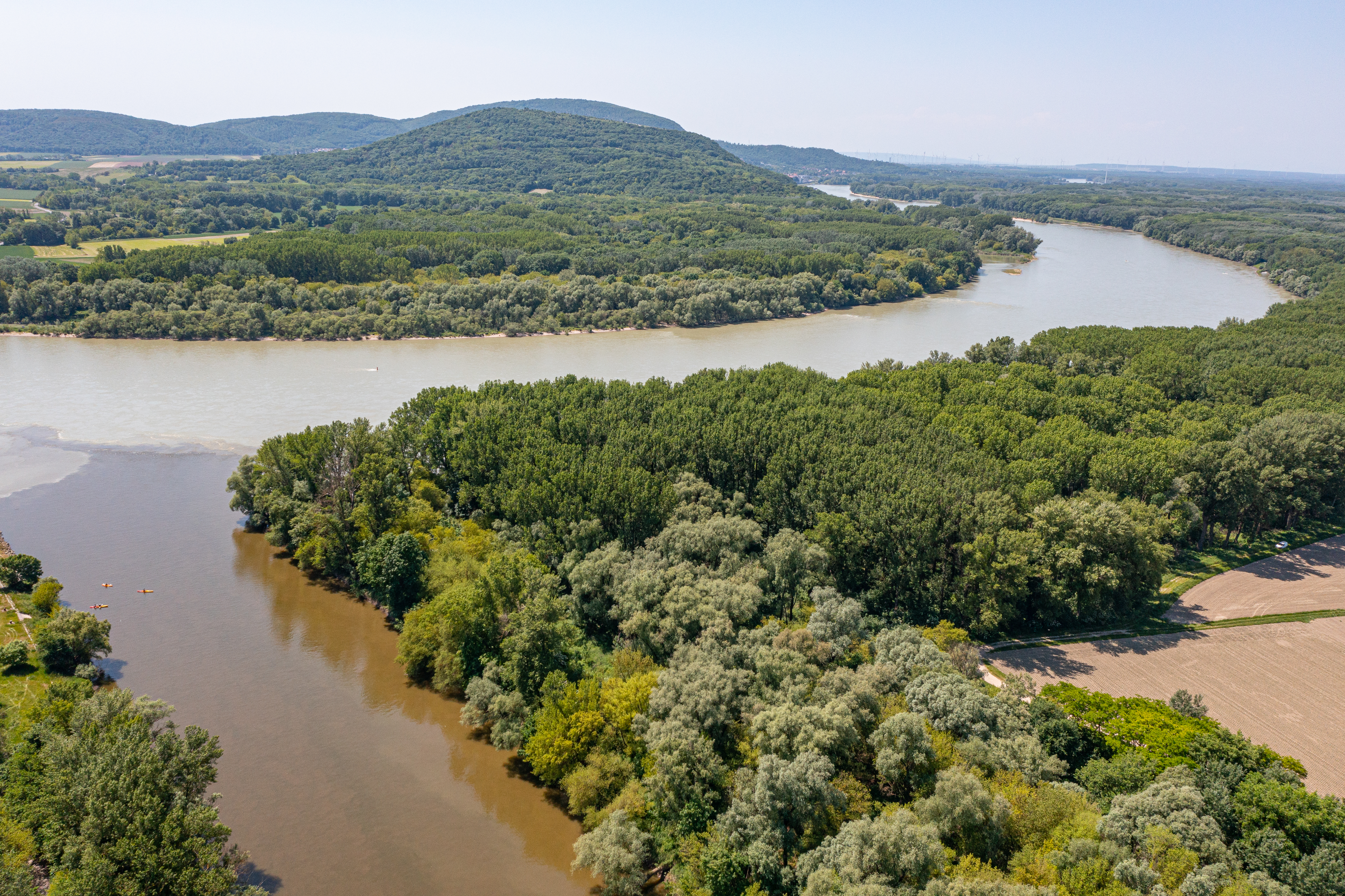
Soutok Moravy a Dunaje pod Děvínem (SK)

### Soutok Moravy a Dunaje
Soutok Moravy a Dunaje je pod Devínským hradem v Devínské bráně, na hranici území bratislavské městské části Devín a rakouských obcí Engelhartstetten a Hainburg an der Donau.

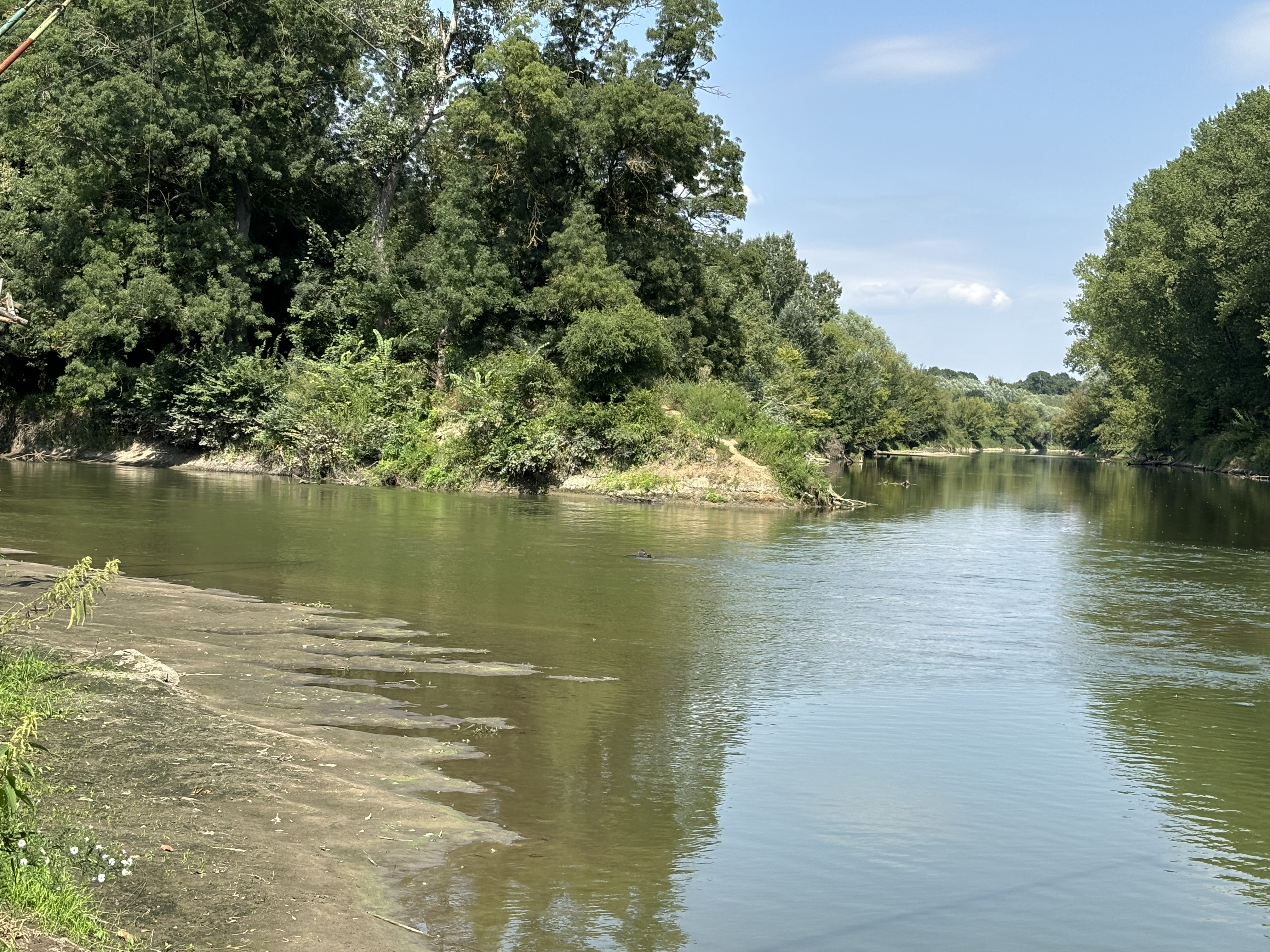
Soutok Moravy a Dyje (trojmezí A, SK a CZ)

## Sídla na toku

### Seznam měst jimiž řeka Morava protéká:
- Hanušovice (první město od pramene - 2900 obyvatel, ve městě je soutok s levostrannými přítoky Krupou a Brannou).
- Mohelnice (9 572 obyvatel, ve městě je soutok s pravostranným přítokem Mírovkou)
- Litovel (9 689 obyvatel, ve městě je řada vedlejších ramen, město je známé jako "Hanácké Benátky")
- Olomouc (největší město ležící na Moravě - cca 100 tisíc lidí, ve městě je soutok s levostranným přítokem Bystřicí a několik umělých ramen)
- Tovačov (2 502 obyvatel, ve městě je soutok s levostranným přítokem Bečvou - největší levostranný přítok Moravy)
- Kojetín (5 790 obyvatel)
- Kroměříž (28 089 obyvatel, významné kulturní město s památkou UNESCO, město je známé jako "Hanácké Athény")
- Otrokovice (17 597 obyvatel, ve městě je soutok s levostranným přítokem Dřevnicí, ve městě začíná trasa Baťova kanálu)
- Napajedla (7 172 obyvatel)
- Staré Město (6 625 obyvatel, celé území města se nachází na pravém břehu Moravy naproti Uherskému Hradišti)
- Uherské Hradiště (24 933 obyvatel, téměř celé území města, s výjimkou čtvrti Rybárny, se nachází na levém břehu Moravy naproti Starému Městu)
- Kunovice (5 650 obyvatel, ve městě je soutok s levostranným přítokem Olšavou)
- Uherský Ostroh (4 277 obyvatel, v katastru města se od řeky odpojuje odlehčovací rameno Vnorory-Uherský Ostroh)
- Veselí nad Moravou (10 623 obyvatel, ve městě je soutok s levostranným přítokem Svodnice)
- Strážnice (5 361 obyvatel, ve městě je soutok s levostranným přítokem Velička)
- Skalica
- Hodonín (23 657 obyvatel, ve městě končí trasa Baťova kanálu)
- Holíč
- Gbely
- Lanžhot
- Marchegg (2 960 obyvatel, první a jediné rakouské město na řece Moravě)
- Bratislava (poslední město na řece Moravě, na území se nachází soutok s Dunajem), Morava protéká těmito okrajovými částmi:
  - Devínska Nová Ves (1706 z 475 503 obyvatel)
  - Devín (2071 z 475 503 obyvatel)

## Přítoky Moravy

### Seznam přítoků (pouze významné toky dle výhlašky č. 178/2012 Sb.)[6]
- Krupá (Levostranný přítok - 19,5 km dlouhý)
- Branná (Levostranný přítok - 24,9 km dlouhý)
- Desná (Levostranný přítok - 43,4 km dlouhý)
- Moravská Sázava (Pravostranný přítok - 53,9 km dlouhý)
- Mírovka (Pravostranný přítok - 22,0 km dlouhý)
- Třebůvka (Pravostranný přítok - 48,4 km dlouhý)
- Malá voda/Mlýnský potok (Pravostranný kanál - 17,6 km dlouhý)
- Cholinka (Pravostranný kanál - 20,2 km dlouhý)
- Oskava (Levostranný přítok - 50,4 km dlouhý)
- Trusovický potok (Levostranný přítok - 30,0 km dlouhý)
- Bystřice (Levostranný přítok - 56,2 km dlouhý)
- Střední Morava/Mlýnský potok (Pravostranný kanál - 17,9 km dlouhý)
- Moravka (Levostranný kanál - 18,5 km dlouhý)
- Bečva (Levostranný kanál - 61,8 km dlouhý)
- Blata (Pravostranný kanál - 45,3 km dlouhý)
- Romže (Pravostranný kanál - 49,6 km dlouhý)
- Haná (Pravostranný kanál - 35,3 km dlouhý)
- Moštěnka (Levostranný kanál - 45,5 km dlouhý)
- Rusava (Levostranný kanál - 29,8 km dlouhý)
- Dřevnice (Levostranný kanál - 41,6 km dlouhý)
- Březnice (Levostranný kanál - 24,7 km dlouhý)
- Olšava (Levostranný kanál - 44,9 km dlouhý)
- Okluky (Levostranný kanál - 31.2 km dlouhý)
- Dlouhá řeka/Morávka (Pravostranný kanál - 25,3 km dlouhý)
- Odlehčovací rameno Moravy, Vnorovy -Uherský Ostroh (Pravostranný kanál - 4,6 km dlouhý)
- Syrovinka (Pravostranný kanál - 17,5 km dlouhý)
- Velička (Levostranný kanál - 40,2 km dlouhý)
- Radějovka (Levostranný kanál - 23,2 km dlouhý)
- Dyje (Pravostranný kanál - 314,5 km dlouhý)
- Zaya (P)
- Rudava (L)
- Malina (L)

Směrem od Uherského Ostrohu do Vnorov bylo vybudováno odlehčovací rameno Nová Morava. Do Moravy se u Bzence-Přívoz vlévá Syrovinka. U Strážnice Velička.

## Vodní díla na Moravě[7]
Na Moravě se nenachází žádné přehrady, několik jejích přítoků sice disponuje přehradami (VN Dlouhé stráně, VN Bystřička nebo VN Nové Mlýny), ale řeka samotná nikoliv. Je zde však plánovaná VD Hanušovice.
Mimo to se na Moravě nachází 12 pohyblivých jezů a 14 pevných.
Pohyblivé jezy: Vnorovy, Veselí nad Moravou, Uherský Ostroh, Nedakonice, Kunovský les, Spytihněv, Bělov, Strž, Bolelouc, Olomouc, Nové Mlýny, Alojzov
Pevné jezy: Tážaly, Hynkov, Řimice, Moravičany, Mohelnice, Třeština, Háj, Lukavice, Kulíkův splav, Chromeč, Bartoňov, Ruda nad Moravou, Bohdíkov, Hanušovice

### Malé vodní elektrárny
Na řece Moravě je umístěno 31 MVE s instalovaným výkonem 14.528 MW (což pro představu je 45x menší než výkon elektrárny Dlouhé Stráně nebo 25x menší než vodní elektrárna Orlík).

#### Seznam MVE na řece Moravě
- MVE Hodonín (1920 kW)
- MVE Veselí nad Moravou I. a II. (110+279 kW)
- MVE Spytihněv (4000 kW)
- MVE Bělov (1620 kW)
- MVE Strž (2800 kW)
- MVE Mlýn Kojetín (127 kW)
- MVE Lobodice (40 kW)
- MVE Věrovany (55 kW)
- MVE Nenakonice (40 kW)
- MVE Bolelouc (210 kW)
- MVE Tážaly (312 kW)
- MVE Hodolany (44 kW)
- MVE Nové Mlýny (500 kW)
- MVE Mohelnice (400 kW)
- MVE Háj (280 kW)
- MVE Bludov (110 kW)
- MVE Chromeč (170 kW)
- MVE Ruda nad Moravou (304 kW)
- MVE Aloisov (97 kW)
- MVE Hanušovice (420 kW)
- MVE Vlaské I. a II. (90+110 kW)
- MVE Mlýn Vojtíškov (111 kW)
- MVE Podlesí (30 kW)
- MVE Dolní Morava (75 kW)
- MVE Velká Morava I., II. a III. (95+69+30kW)
- MVE Horní Morava I. a II. (39 a 41kW)

## Povodně na Moravě

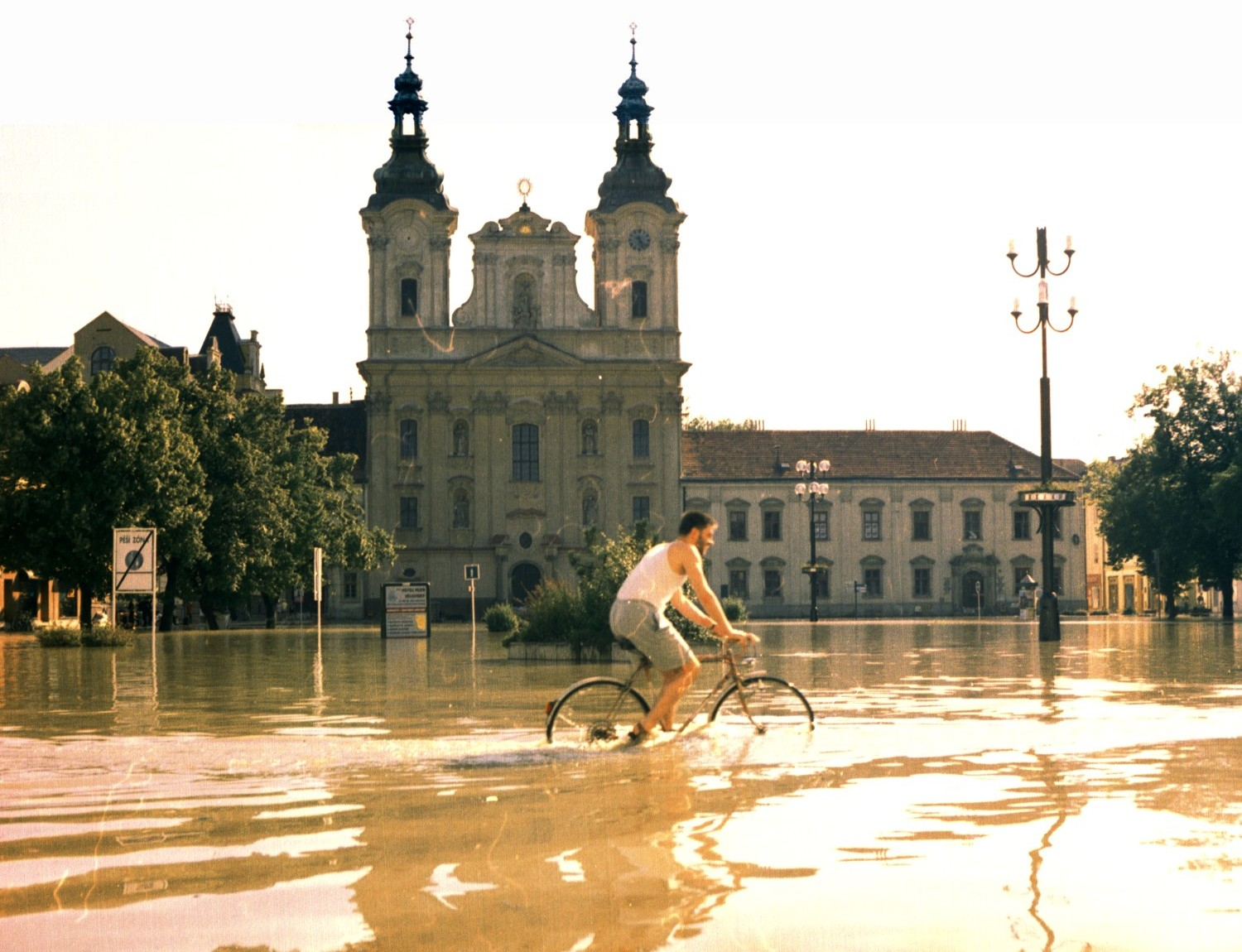
Povodeň 1997 - Uherské Hradiště

## Vodní režim

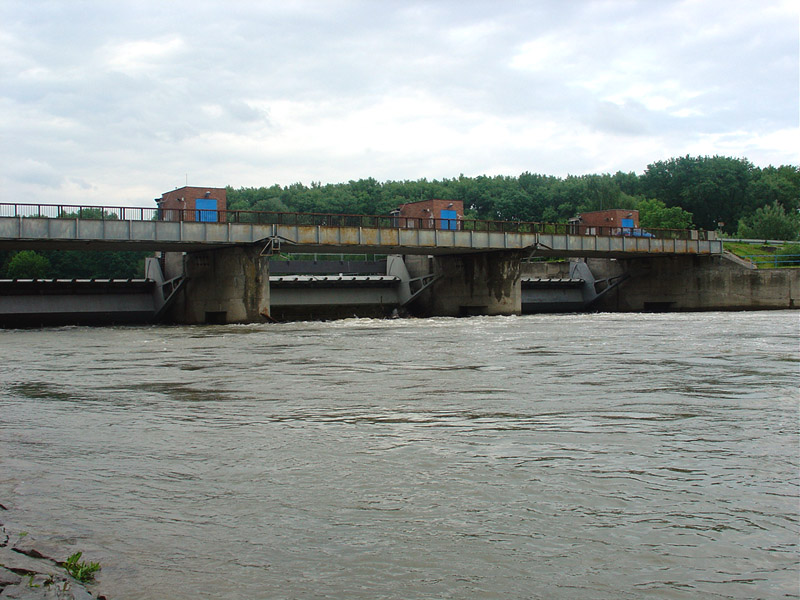
Jez na Moravě poblíž Otrokovic

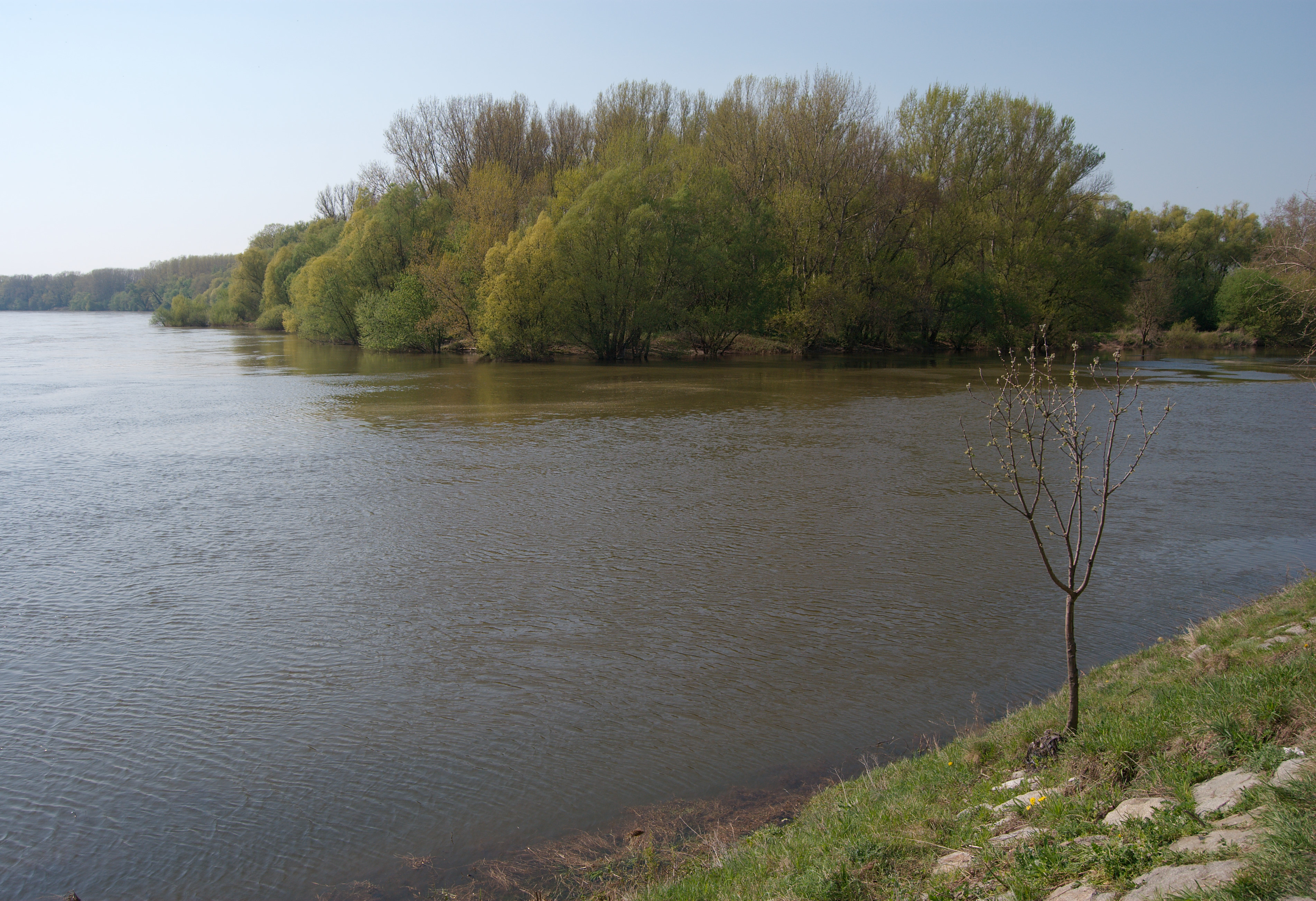
Ústí Moravy do Dunaje

Nejvyšší průtok má řeka na jaře. V létě její hladina klesá a opět stoupá na podzim díky dešťovým srážkám.

### Hlásné profily:
| místo                | říční km | plocha povodí [km²] | průměrný průtok (Qa) [m³/s] | stoletá voda (Q100) [m³/s] |
| -------------------- | -------- | ------------------- | --------------------------- | -------------------------- |
| Vlaské (Malá Morava) | 331,20   | 96,55               | 1,88                        | 72,5                       |
| Raškov (Bohdíkov)    | 322,80   | 349,79              | 6,29                        | 189,0                      |
| Moravičany           | 272,80   | 1561,19             | 17,10                       | 394,0                      |
| Hynkov (Příkazy)     | 251,14   | 2250,46             | 20,80                       | 483,0                      |
| Olomouc - Nové Sady  | 232,30   | 3323,59             | 26,40                       | 551,0                      |
| Kroměříž             | 193,70   | 7030,31             | 51,20                       | 860,0                      |
| Spytihněv            | 169,20   | 7891,12             | 55,60                       | 817,0                      |
| Strážnice            | 133,50   | 9145,84             | 59,30                       | 790,0                      |
| Lanžhot              | 79,00    | 9721,81             | 61,10                       | 791,0                      |
| ústí                 | 0,00     | 26658,00            | 120,00                      |                            |

## Povodně na Moravě[8]

### Povodně 1938
Povodeň v roce 1938 byla způsobena silným deštěm a bouřkami. Zasáhla hlavně Moravu a část Slezska a je považována za druhou nejhorší povodeň na řece Moravě, hned po té z roku 1997. Největší škody byly v povodí Svratky a Svitavy. I když průtoky nebyly tak vysoké jako v roce 1997, povodně byly podobné. Zprávy z té doby také zmiňují ztráty na životech.

### Povodně 1941
Tato povodeň, na rozdíl od té v roce 1938, vznikla náhlým táním sněhu kvůli neobvyklému oteplení v březnu a také dešťovým srážkám. Byla to největší zimní povodeň na řece Moravě a v jejím povodí. Nejhorší situace byla na přítocích Moravy (Svratka a Svitava), ale řeka Bečva nebyla zasažena.

### Povodně 1947
Povodeň v roce 1947, podobně jako ta v roce 1941, vznikla táním sněhu a silnými dešti. Nejvíce byla zasažena střední část toku řeky Moravy, zatímco na horním toku povodně téměř neprobíhaly. Následky povodně v roce 1947 byly příznivější než u povodně z roku 1941.

### Povodně 1997
Tyto extrémní povodně vznikly kvůli čtyřdennímu silnému dešti. Rozměr škod byl ohromující, celkové ztráty přesáhly 63 miliard korun. Na některých místech spadlo za tři dny tolik srážek, kolik obvykle napadne za půl roku. Hladina řeky Moravy dosáhla úrovně pětisetleté vody. Velké škody byly například v obci Troubky, kde zahynulo 9 lidí a bylo zničeno téměř 150 domů.

### Povodně 2024[9]
V září 2024 zasáhly Českou republiku a další části střední Evropy rozsáhlé povodně způsobené intenzivními dešti. V Olomouci dosáhla hladina řeky Moravy 4,92 metru, což z ní činí třetí největší povodeň za posledních sto let. Díky protipovodňovým opatřením byly škody ve městě minimalizovány, avšak v níže položených oblastech, jako je Chomoutov, voda dosahovala až jednoho metru. Celkově si povodně ve střední Evropě vyžádaly nejméně 15 obětí na životech. Povodně v roce 2024 zasáhly především Jeseníky a Slezsko, kde způsobily rozsáhlé škody na infrastruktuře, zaplavily desítky obcí a vedly k evakuaci obyvatel. Celkově si záplavy v ČR vyžádaly několik obětí a značné materiální škody.

## Využití[10]
Řeka Morava, typická nížinná řeka, má se svým širokým povodím mnoho různých využití, která pokrývají širokou škálu ekonomických, ekologických a rekreačních funkcí. I když Morava sama o sobě není přehrazená, její tok je výrazně regulován, a to zejména díky přítokům jako Bečva nebo Haná, které na svých tocích mají přehrady. Tyto úpravy umožňují stabilizaci vodního režimu a podporují různé činnosti podél řeky.
Na mnoha místech podél řeky Moravy a jejích ramen jsou instalovány jezy, které umožňují regulaci vodní hladiny a kontrolu toku. Tyto jezy mají nejen historický význam, kdy sloužily k pohonu mlýnů a hamrů, ale dnes jsou stále důležitým prvkem pro výrobu obnovitelné energie. Moderní malá vodní elektrárna (MVE) využívá sílu tekoucí vody k produkci elektřiny. Mnoho historických zařízení bylo přetvořeno na MVE, které jsou významným prvkem v dnešním energetickém sektoru.
Morava je rovněž důležitá pro vodohospodářské úpravy, jako jsou odlehčovací ramena, která pomáhají regulovat vodní režim a zmírňují riziko povodní. Tato ramena jsou součástí širšího systému úprav toku, který podporuje efektivní správu vody a ochranu před povodňovými hrozbami.
Řeka Morava je také oblíbeným místem pro rekreaci. Její ramena, vodní plochy a klidné úseky poskytují ideální podmínky pro rybolov, vodní sporty, kanoistiku a rafting. Vodáctví je na Moravě velmi populární, a to především v úsecích s mírným tokem.
Dále se řeka využívá i pro plavbu na Baťově kanále a na některých menších úsecích, například kolem Olomouce nebo Kroměříže, což umožňuje turistům a místním obyvatelům vychutnat si plavbu v malebné krajině. Tato aktivita nejen podporuje turistiku, ale i místní ekonomiku.
I přes značné technické úpravy si řeka Morava zachovává svou ekologickou a přírodní hodnotu. Podél řeky se nachází mnoho cenných přírodních oblastí, jako jsou meandry, nivy a lužní lesy, které podporují biodiverzitu a poskytují domov mnoha druhům rostlin a živočichů. Řeka a její okolí jsou součástí chráněných krajinných oblastí, jako je například CHKO Litovelské Pomoraví, které je známé svou rozmanitou přírodou a ochranou vzácných ekosystémů.

## Mlýny

### Mlýny na Horním toku Moravy
- Braunerův mlýn (Horní Morava v okrese Ústí nad Orlicí, první na Moravě, ze 16. stol., současně penzion)[11]
- Langerův mlýn (Červený Potok v okrese Ústí nad Orlicí)[12]
- Nový/Družstevní mlýn (Červený Potok v okrese Ústí nad Orlicí)[13]
- Mlýn ve Vysokém Potoce (okres Šumperk)
- Vojtíškovský mlýn (Vojtíškov v okrese Šumperk, dnes MVE)[14]
- Raškovský mlýn (Raškov v okrese Šumperk)[15]
- Sršňův mlýn (Ruda nad Moravou v okrese Šumperk, ze začátku 19. stol.)[16]
- Kordasův/Chromečský mlýn (Chromeč v okrese Šumperk, dnes MVE)[17]
- Habermannův mlýn (Bludov v okrese Šumperk, slavný mlýn o němž byl natočen film, dnes MVE)[18]

#### Zaniklé mlýny
- Kamenný mlýn (Steinmuhle) - Dolní Morava[19]
- Hraniční mlýn - Horní Hedeč[20]
- zaniklý Mlýn - Vysoký Potok[21]
- zaniklý Mlýn - Vlaské[22]
- Bohdíkovský mlýn - Bohdíkov[23]
- Olšanský mlýn - Olšany nad Moravou[24]

### Mlýny na Středním toku Moravy
- Hajský (Heumuhle) mlýn (Třeština v okrese Šumperk)[25]
- Moravní (Marchmuhle) mlýn, taktéž Elektrárna města Mohelnice (Mohelnice v okrese Šumperk)[26]
- Vodní elektrárna Řimice, též Nový či Řimický mlýn (Bílá Lhota v okrese Olomouc, technická památka, MVE)[27]
- Mladečský mlýn (Mladeč v okrese Olomouc)[28]
- Sobáčovský či Babákův mlýn (Sobáčov v okrese Olomouc)[29]
- Zedníkův mlýn (Vísku u Litovle v okrese Olomouc, MVE)[30]
- Starý městský mlýn (Litovel v okrese Olomouc, MVE)[31]
- První umělecký válcový mlýn, též Staroštíkův, Jarošův, Prašivý nebo Přední (Litovel v okrese Olomouc, MVE)[32]
- Vymětalův mlýn či Pošmýl (Litovel v okrese Olomouc, MVE)[33]
- Šargounský mlýn (Rozvadovice v okrese Olomouc)[34]
- Březovský mlýn (Březová v okrese Olomouc)[35]
- Hynkovský mlýn či Starý, Stolařův (Hynkov v okrese Olomouc)[36]
- Horecký mlýn (Horka nad Moravou v okrese Olomouc, MVE)[37]
- Kamenný či Passingerův mlýn (kdysi největší mlýn v Olomouci, dnes jediný zachovalý i když jeho vodní tok byl zasypán)[38]
- Nenakonický mlýn (Věrovany v okrese Olomouc, MVE)[39]
- Věrovanský mlýn (Věrovany v okrese Olomouc, MVE)[40]
- Tovačovský mlýn (Tovačov v okrese Přerov)[41]
- Cvrčovský mlýn (Cvrčov v okrese Přerov, stále funkční)[42]
- Elektrárna města Kojetín (Lobodice v okrese Přerov, MVE)[43]
- Společný mlýn (Kojetín v okrese Přerov, MVE)[44]
- Arcibiskupský mlýn (Kroměříž)[45]
- Stará rafinerie, cukrovarnický mlýn, dnes PENAM (Kroměříž, stále funkční)[46]
- Kvasický mlýn (Kvasice v okrese Kroměříž)[47]
- Panský mlýn (Uherský Ostroh v okrese Uherské Hradiště)[48]
- Veselská elektrárna (Veselí nad Moravou v okrese Hodonin, MVE) [49]
- Průžkův mlýn (Strážnice v okrese Hodonín, poslední funkční mlýn na Moravě v ČR)[50]

#### Zaniklé mlýny
- Lukavický mlýn - Lukavice na Moravě[51]
- Špitálský mlýn - Litovel[52]
- Lhotský mlýn - Lhota nad Moravou[53]
- Hejčínský mlýn (Hejčínská elektrárna) - Olomouc[54]
- Lazecký mlýn - Olomouc[55]
- Jakubský mlýn - Olomouc[56]
- Raabův či Kadlecův mlýn (Šantovka) - Olomouc[57]
- Bartoškův mlýn - Olomouc[58]
- Klášterní, Špitální, Sladový, Povelský a Salzerův mlýn - Olomouc (dlouhodobě zaniklé mlýny v Olomouci na Moravě)
- Sohrův mlýn - Kvasice[59]
- Čertův nebo Dřevěný mlýn - Kvasice[60]
- Janišův mlýn - Napajedla[61]
- Mlýn na Rechle - Uherské Hradiště[62]
- Rohatecký mlýn - Rohatec[63]
- Redlichův/Panský mlýn - Hodonín (poslední známý mlýn v ČR)[64]

## Zajímavosti

### Řimické smlouvy[65]
Jedná se o smlouvu o udržování mlýnského potoka, tedy ramene řeky Moravy, mlynáři na jeho toku. Ve 13. století máme doloženo zakládání několika mlýnů na těchto ramenech řeky Moravy. Zpočátku nebyly nijak organizované, a proto roku 1474 došlo ke sporu mezi mlynáři o péči o Řimický stav, který udržoval vodní hladinu v celém mlýnském potoce. Spor musel urovnat Karel starší z Vlašimi, a roku 1497 byla uzavřena tzv. Řimická smlouva o správě a údržbě stavu, dokonce za účasti a s podpisem krále Vladislava II.
Mladečský mlynář byl tehdy určen strážcem splavu. Pokud na něm shledal škodu vyžadující akutní opravu, měl vyslat tzv. „dřevěnou sekeru“ až k Lhotskému mlynáři na druhé straně mlýnského potoka. Ten měl ještě téhož dne vyrazit k ostatním mlýnům v Březové, Šargouně a dalších osadách, aby se společně se všemi mlynáři setkal u splavu a provedli jeho opravu.

### Morava Valles na Marsu
Po řece Moravě bylo taktéž pojmenováno údolí na povrchu Marsu, tzv. Morava Valles, které se nachází v oblasti Margaritifer Terra. Toto údolí je součástí rozsáhlého říčního systému, jenž svědčí o přítomnosti kapalné vody v minulosti Marsu. Název byl oficiálně schválen Mezinárodní astronomickou unií (IAU) v rámci pravidla pojmenovávat marsovská údolí podle pozemských řek. Margaritifer Terra, kde se Morava Valles nachází, je jednou z nejvýznamnějších oblastí Marsu z hlediska důkazů o dávné vodní aktivitě a možném výskytu minerálů vzniklých v přítomnosti vody.

### Boční ramena Moravy
Morava, jakožto velká řeka s různorodým průtokem a vysokým významem pro obyvatele na obou svých březích, má mnoho ramen, náhonů a umělých kanálů. V lužních oblastech moravských úvalů vznikla řada těchto vodních toků přirozeně, avšak mnoho jich bylo také vybudováno nebo upraveno lidmi k pohánění mlýnů, pil, hamrů či v novějších dobách malých vodních elektráren (MVE). Řeka byla rovněž regulována pro zavlažování, obranu měst a hradů i lepší ochranu před povodněmi.
Díky těmto zásahům se na ní dodnes nachází řada vodotečí s nejrůznějšími názvy. Mnohé z nich jsou bezejmenné, avšak četné nesou označení jako mlýnský náhon, strouha, stružka či potok. Méně často se objevují názvy jako hamerský náhon, papírenská voda nebo pilový potok. Časté jsou také názvy odvozené od blízkých obcí či mlýnů, ke kterým tyto kanály vedly, například Chromečský náhon, Vitošovský náhon, Litovelský náhon či Boleloucký náhon.
Unikátními názvy vodotečí na Moravě jsou například Hraniční strouha u Klášterce, Malá voda, Muzejní voda, Nečíz, Odrážka, Svodnice, Střední Morava, Steklá, Splavská, Strž, Zámecká Morava, Baťův kanál, odlehčovací rameno Moravy Vnorovy–Uherský Ostroh či Stará Morava.